# Буксгевденская колония
Буксге́вденская коло́ния (нем. Buxhoewdener Kolonie) — немецкое колонистское поселение в юго-западной части Санкт-Петербурга, существовавшее с первой половины XIX века до начала XX века.
Располагалась на правом берегу Ивановского ручья (ныне река Ивановка).

## История
Первоначально владелицей этих земель была Прасковья Фёдоровна Салтыкова, вдова царя Ивана V. А после смерти Прасковьи Фёдоровны и её наследниц — дочерей Прасковьи Ивановны и Екатерины Ивановны, в 1733 году территории были отписаны в дворцовое ведомство. В 1765 году мыза вместе с лиговскими землями была подарена императрицей Екатериной II фавориту Григорию Орлову. На плане 1777 года отмечено необольшое поселение немецких колонистов из трёх дворов, располагавшихся на восточном берегу реки Ивановки. Такое поселение было задумано как опытное, призванное научить русских помещиков рациональным методам хозяйствования. Немецкие семьи привлекали манифестами 1762—1763 годов («Манифест о даруемых иностранным переселенцам авантажах и привилегиях» и «Указ об учреждении Канцелярии опекунства иностранных переселенцев»), дававшим колонистам определённые льготы.
Далее новым владельцем Лигово стал русский дворянский род Буксгевденов. Фёдор Фёдорович Буксгевден, военный губернатор Санкт-Петербурга, был хозяином мызы до своей смерти в 1811 году. После него земли перешли в наследство сыну Петру Фёдоровичу. Немецким колонистам отмежевали собственные дачи. Сохранились упоминания о немцах-колонистах, выходцах из Средней Рогатки, ранее приехавших в Россию из Гессен-Дармштадта. Первоначально поселение носило название колония Саломина или колония Соломина.

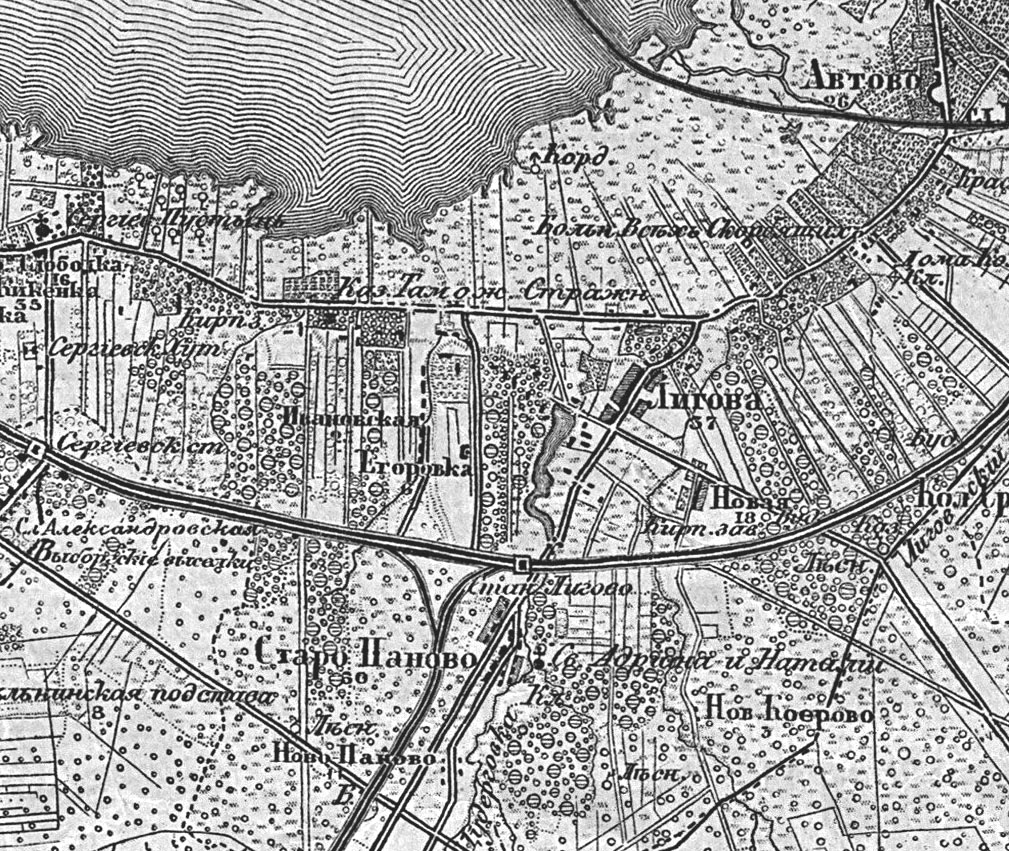
Район Лигова в 1863 году.

Земли передавались не в собственность, а в наследуемое пользование. Их нельзя было продать, только вернуть самой колонии, получив деньги на руки. Каждой семье выдавались подъемные деньги. На 10 лет колонисты были освобождены от земельного налога.
Слободка делилась на два участка примерно по 50 саженей (около 100 м) шириной. В 1825 году семьи Герлеманов (Herlemann) и Бауеров (Bauer) купили по 38 десятин Буксгевденской деревни в западной её части. Восточный участок с 1836 года до конца XIX столетия принадлежал семейству Шеферов (Schaeffer). К 1865 году на каждом из участков было по 10 двухэтажных белых домов с балконами под черепичными крышами и по постоялому двору. Постоялые дворы располагались к северу от шоссе.
В 1915 году на фоне Первой мировой войны и переименования немецких топонимов Буксгевденская колония получила название колония Лиговка.
В русле речки Ивановки ещё в 1980‑х годов сохранились остатки деревянных свай мельниц, на которых колонисты мололи муку.

### Хозяйство и экономическая деятельность
Колонисты занимались молочным животноводством и дачным промыслом, специализировались на выращивании клубники, продавали петербужцам овощи, фрукты, ягоды и молочные продукты.
К северу от шоссе, располагались постоялые дворы, около моста через Ивановку находился «Жёлтый кабачок».

### Топонимика

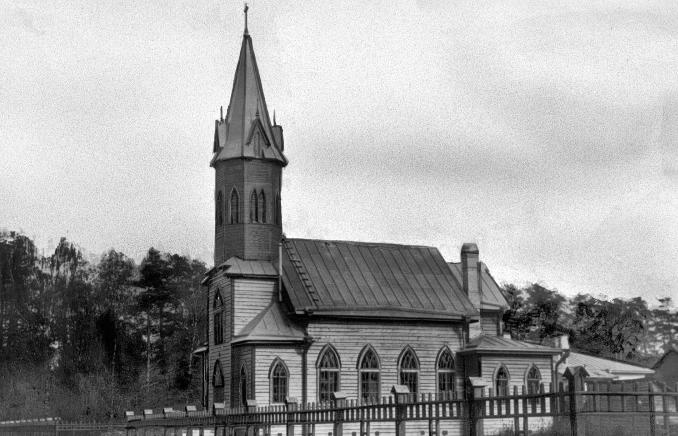
Лютеранская церковь св. Николая в Лигове

С колонией связан ряд топонимов в истории Лигова:
- Шеферская дорога (северная часть);
- Шеферская улица (южная часть)
- Герлеманская дорога (северная часть);
- Герлемановская улица (южная часть);
- Герлемановский переулок;
- Колонистская улица;
- Бауерский переулок;
- Колонистово.

### Религия
В 1906 году был учреждён лютеранский приход Лигово, к которому была отнесено поселение колонистов.
С конца XIX века на правом берегу Ивановки колонистами было устроено лютеранское Буксгевденское кладбище со склепами, высокими гранитными крестами и часовней. Часовня сохранялась до конца 1950-х годов и была разобрана из-за ветхости. Захоронения на Буксгевденском кладбище продолжались и в советское время. Постепенно кладбище пришло в запустение, а при создании здесь парковой зоны оно было фактически уничтожено.

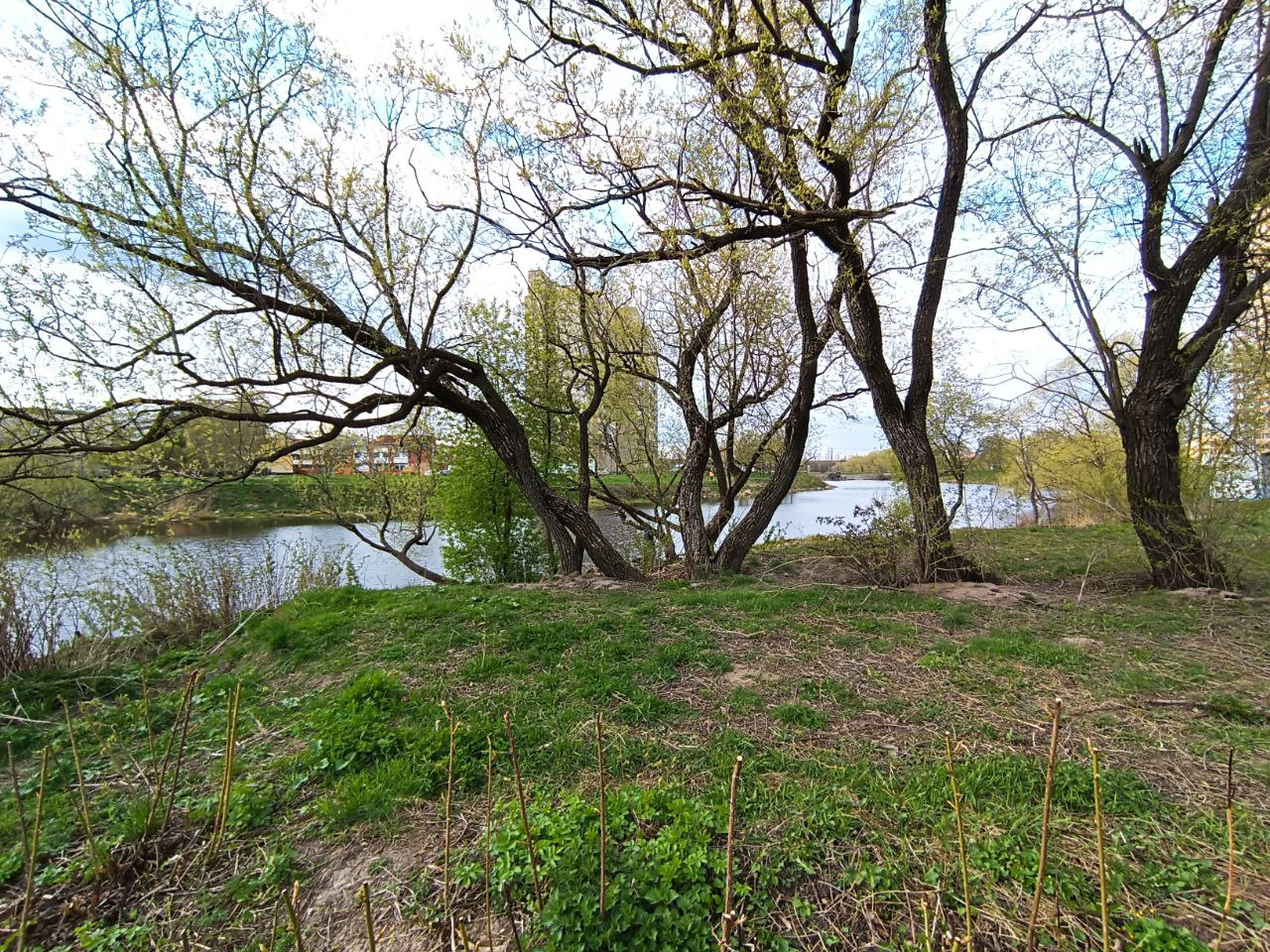
Современный участок берега реки, где располагалось кладбище
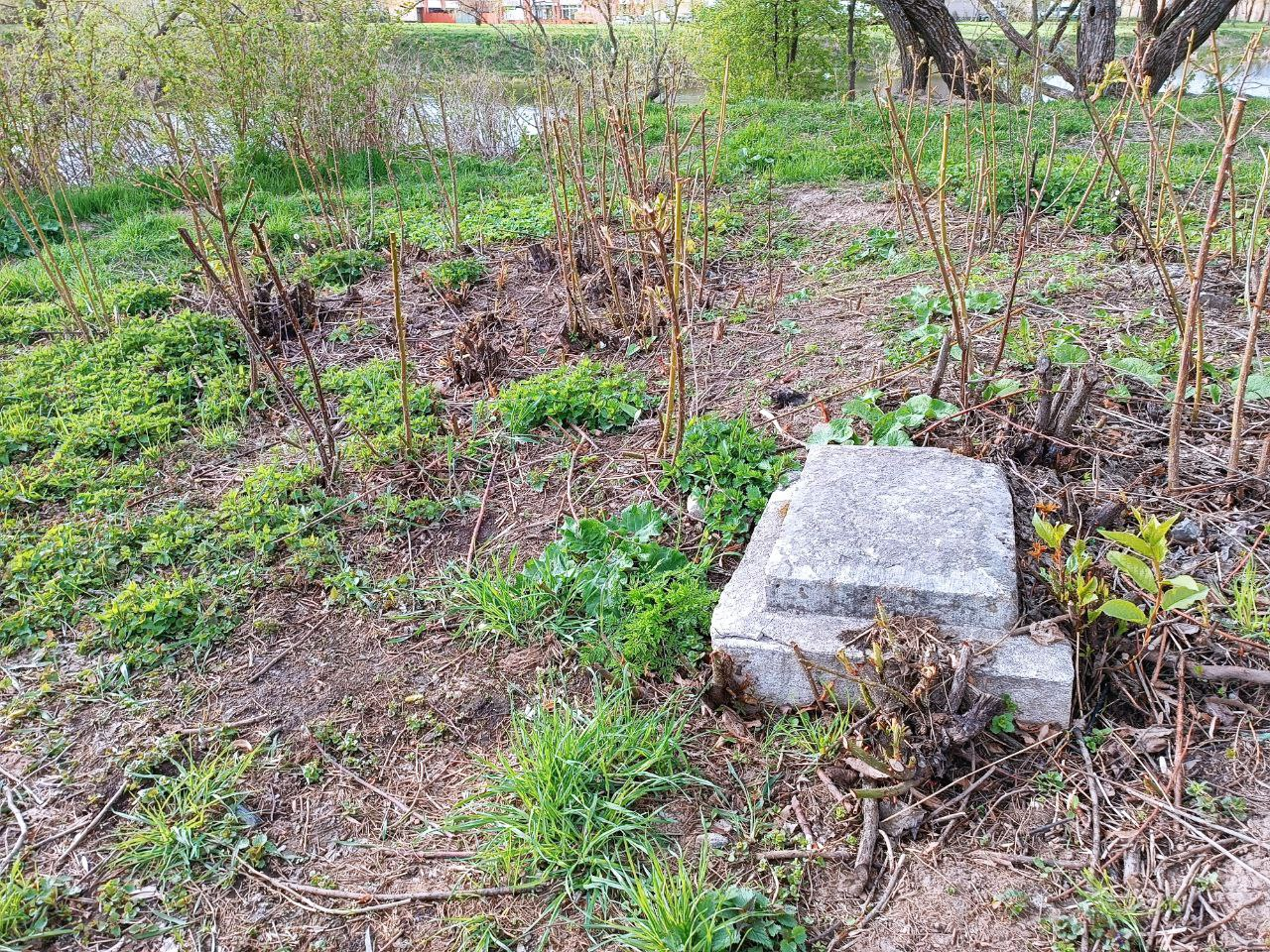
Часть надгробного памятника
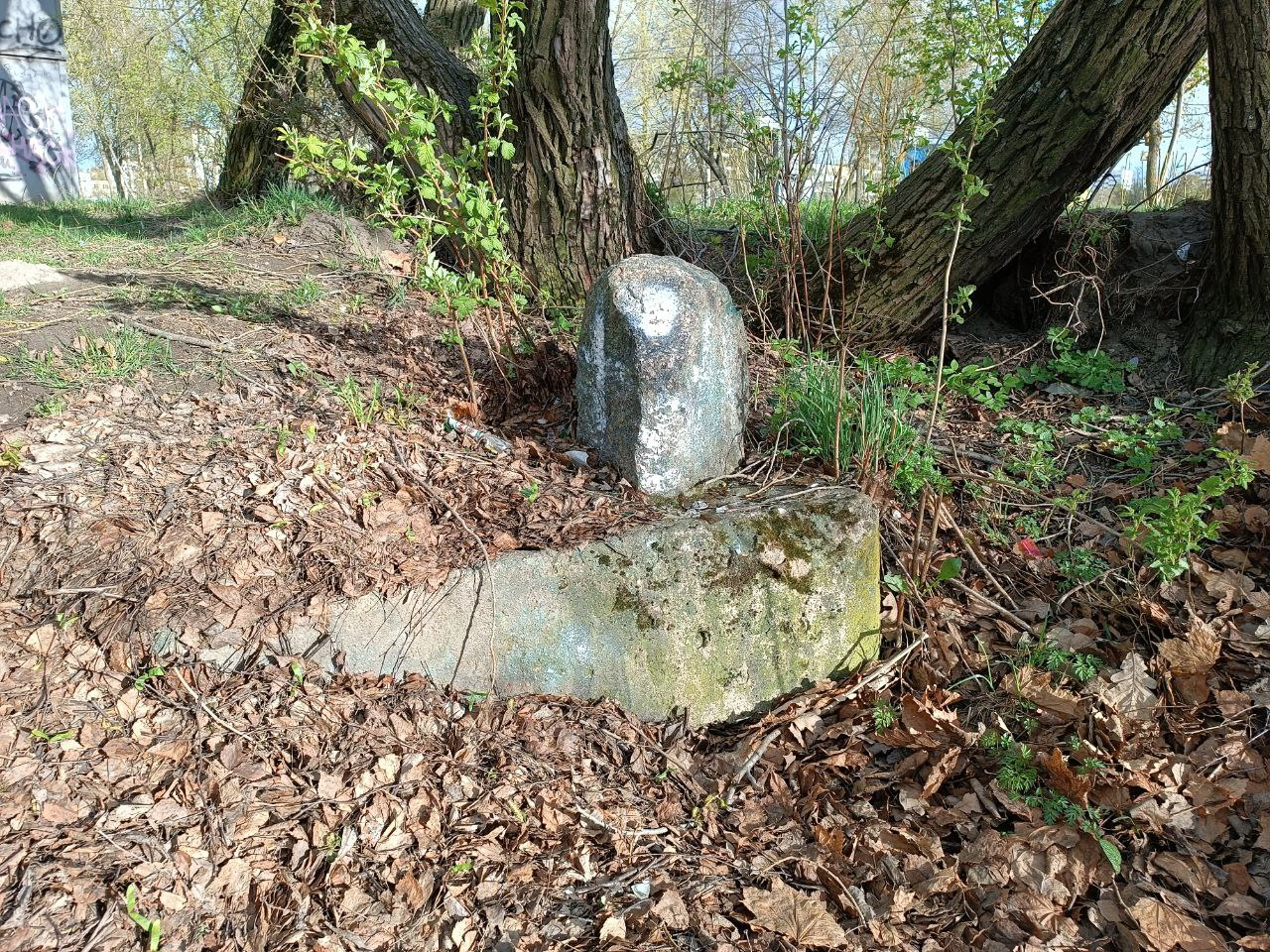
Часть надгробного памятника
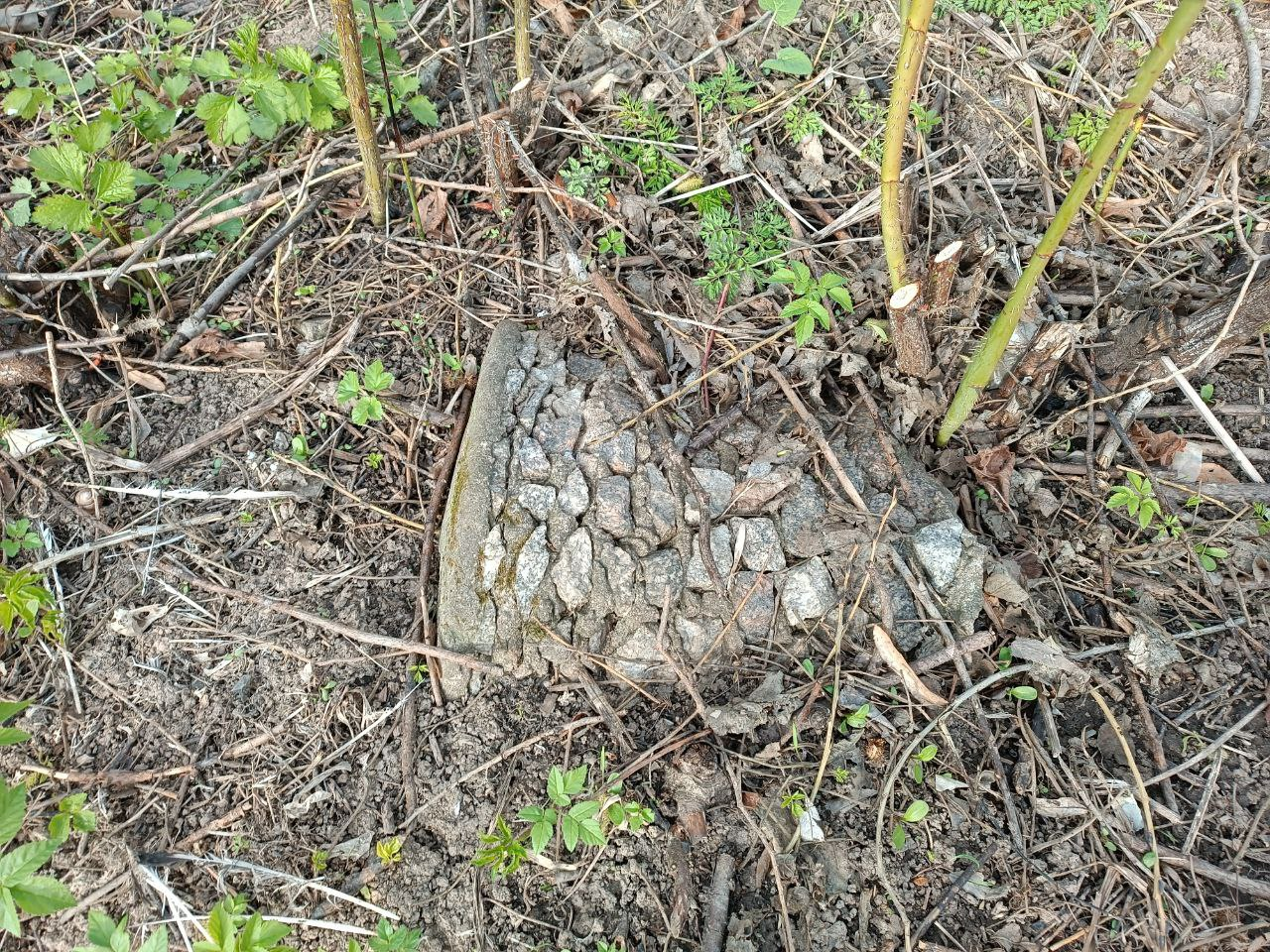
Часть надгробного памятника